# ويليام موراي بلاك (ضابط)
ويليام موراي بلاك (بالإنجليزية: William Murray Black)‏ هو ضابط في جيش الولايات المتحدة. وُلد في 8 ديسمبر عام 1855، وتُوفي في 24 سبتمبر عام 1933 وقد أُشيد بقدرته على تنظيم وتدريب المهندسين الشباب.

## سيرته الذاتية

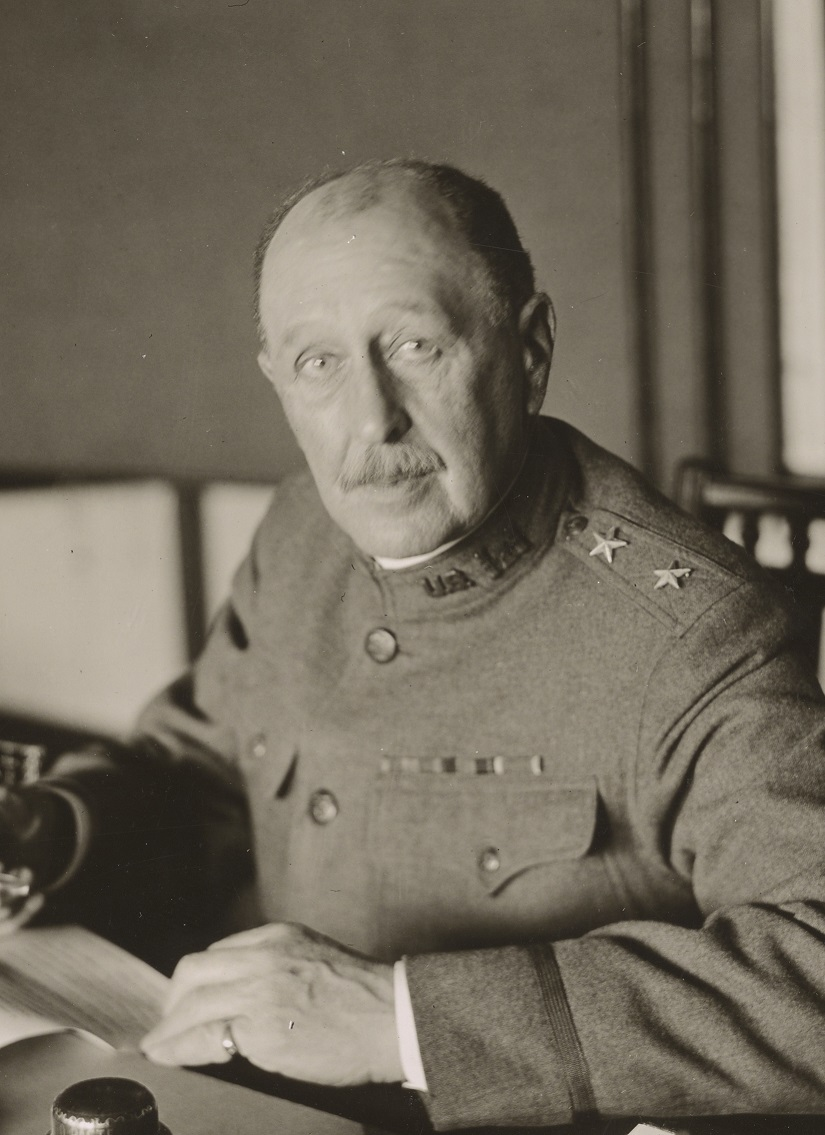
الجنرال ويليام بلاك عام 1918.

وُلد ويليام في لانكستر بولاية بنسلفانيا، وتخرج من الأكاديمية العسكرية بالولايات المتحدة الأمريكية عام 1877، وتم تكليفه للخدمة في فيلق القوات البرية الأمريكية الهندسي. ومن عام 1886 حتى 1891 ترأس بلاك منطقة جاكسونفيل، وفي عامي 1897و1998 كان مفوضًا فنيًا في مجلس إدارة مقاطعة كولومبيا. وكان كبير المهندسين بالفيلق الثالث والخامس في الجيش أثناء الحرب الإسبانية الأمريكية. وبصفته كبير المهندسين تحت قيادة الجنرال ويليام لدلو وليونارد وود، وبعد ست سنوات كمستشار لدائرة الأشغال العامة الكوبية، قام بتحديث نظام هافانا الصحي. وبوصفه قائدًا لمدرسة مهندس الجيش، نقلها من نيويورك إلى واشنطن العاصمة. وبعد عودته من كوبا في عام 1909، كان مهندسًا في قسم الشرق الأوسط ورئيسًا لمجلس الإدارة لرفع البارجة يو اس اس مين. وكرس وقته لتدريب ضباط المهندسين الشباب في فن الحرب، ثم عُيِّن رئيسًا لسلاح المهندسين خلال الحرب العالمية الأولى حيث كان مسؤولًا عن حشد وتدريب حوالي 300000 مهندس من القوات لمجموعة واسعة من المهام الهندسية العسكرية. وحصل نظير هذا العمل على وسام الخدمة المتميزة.
تقاعد في 31 أكتوبر 1919، وتوفي في واشنطن العاصمة في 24 سبتمبر 1933. ودُفن في مقبرة ويست بوينت بالقسم C في الموقع 23.

## إرثه
أُطلق اسم الجنرال على البارجة يو إس إس الجنرال بلاك (AP-135)، الذي تم إطلاقه في يوليو 1943، تكريما له.

## فهارس
- Davis, jr.، Henry Blaine (1998). Generals in Khaki. Raleigh, North Carolina: Pentland Press, Inc. ص. 38–39. ISBN:1-57197-088-6.

## روابط خارجية
This article contains ملكية عامة text from
"Major General William Murray Black". Portraits and Profiles of Chief Engineers. مؤرشف من الأصل في 2005-03-06. اطلع عليه بتاريخ 2005-08-26.